# جون وولف برينان
جون وولف برينان هو عازف بيانو وملحن سويسري، ولد في 13 فبراير 1954 في دبلن في جمهورية أيرلندا.

## وصلات خارجية
- جون وولف برينان على موقع ميوزك برينز (الإنجليزية)
- جون وولف برينان على موقع أول ميوزيك (الإنجليزية)
- جون وولف برينان على موقع ديسكوغز (الإنجليزية)